# 鸡冠沙芥
鸡冠沙芥（学名：Pugionium cristatum）为十字花科沙芥属下的一个种。